# Saint-Nazaire-les-Eymes
Saint-Nazaire-les-Eymes è un comune francese di 2 964 abitanti situato nel dipartimento dell'Isère della regione dell'Alvernia-Rodano-Alpi.

## Società

### Evoluzione demografica
Abitanti censiti